# Hábito (botânica)
Em botânica, o hábito (não confundir com habitat) refere-se à forma geral de uma planta, tendo em conta vários factores como a dureza do caule, o padrão de ramificação, o desenvolvimento e a textura. A maioria das plantas pode ser designada como erva, trepadeira, liana, arbusto ou árvore (com algumas subcategorias), ainda que algumas espécies sejam de difícil categorização.
- Uma erva é uma planta em que todos os caules e folhas acima da superfície do solo morrem no fim de uma estação e crescimento. Ainda que os caules possam ser anuais, a erva propriamente dita pode ser anual, bienal, ou perene, pois podem existir componentes vivos que ficam no solo, como rizomas ou bolbos.
- Uma trepadeira é uma planta com caules alongados e débeis, geralmente sustentados por um substrato pelo qual trepam ou ao qual se enrolam, quer seja por meio de gavinhas, ou porque se agarram pelas raízes. As trepadeiras podem ser anuais ou perenes, herbáceas ou lenhosas.
- Uma liana é uma trepadeira perene e lenhosa.
- Um arbusto é uma planta lenhosa e perene com muitos caules principais que nascem à altura do solo.
- Uma árvore é uma planta lenhosa, geralmente alta e perene, com um caule principal (o tronco) que nasce à altura do solo.